# Mourad Hdiouad
Mourad Hdiouad (en arabe : مراد حديود), né le 10 septembre 1976 est un footballeur marocain.

## Biographie
Il a été finaliste de la Coupe d'Afrique des nations 2004 avec le Maroc.

## Sélection en équipe nationale
1. 04/06/2000 Maroc - Jamaique Casablanca 1 - 0 Coupe Hassan II
2. 06/06/2000 Maroc - France Casablanca 1 - 5 Finale Coupe Hassan II
3. 17/06/2000 Namibie - Maroc Windhoek 0 - 0 Elim. CM 2002
4. 09/07/2000 Maroc – Algérie Fès 2 - 1 Elim. CM 2002
5. 02/09/2000 Gabon - Maroc Libreville 2 - 0 Elim. CAN 2002
6. 21/08/2002 Luxembourg - Maroc Luxembourg 0 - 2 Amical
7. 07/09/2002 Gabon - Maroc Libreville 0 - 1 Elim. CAN 2004
8. 12/02/2003 Maroc - Sénégal Paris 1 - 0 Amical
9. 29/03/2003 Sierra Leone - Maroc Freetown 0 - 0 Elim. CAN 2004
10. 30/04/2003 Maroc – Côte d’Ivoire Rabat 0 - 1 Amical
11. 08/06/2003 Maroc - Sierra leone Casablanca 1 - 0 Elim. CAN 2004
12. 20/06/2003 Maroc - Gabon Rabat 2 - 0 Elim. CAN 2004
13. 06/07/2003 Guinée Equa - Maroc Malabo 0 - 1 Elim. CAN 2004
14. 04/02/2004 Afrique du sud - Maroc Sousse 1 - 1 CAN 2004
15. 11/02/2004 Mali - Maroc Sousse 0 - 4 ½ Finale CAN 2004
16. 31/03/2004 Maroc - Angola Rabat 3 - 1 Amical
17. 28/04/2004 Maroc - Argentine Casablanca 0 - 1 Amical
18. 04/09/2004 Maroc - Tunisie Rabat 1 - 1 Elim.CAN/CM 2006
19. 10/10/2004 Guinée - Maroc Conakry 1 - 1 Elim.CAN/CM 2006
20. 17/08/2005 Togo - Maroc Rouen 1 - 0 Amical
21. 08/10/2005 Tunisie - Maroc Rades 2 - 2 Elim. CM 2006

## Palmarès

### En club
Litex Lovech :
- Coupe de Bulgarie
  - Finaliste en 2003
  - Vainqueur en 2004
- Supercoupe de Bulgarie
  - Finaliste en 2004

 CSKA Sofia :
- Championnat de Bulgarie de football
  - Vice-Champion en 2006
- Coupe de Bulgarie
  - Vainqueur en 2006
- Supercoupe de Bulgarie
  - Vainqueur en 2006

### En sélection nationale
Maroc :
- Coupe d'Afrique des nations
  - Finaliste en 2004

## Décorations
- Officier de l'ordre du Trône — Le 14 février 2004, il est décoré officier de l'ordre du Wissam al-Arch[1] — ordre du Trône[2] — par le roi Mohammed VI au Palais royal de Rabat[3].